# Natal'ja Voronina
Natal'ja Sergeevna Voronina (in russo Наталья Сергеевна Воронина?; Nižnij Novgorod, 21 ottobre 1994) è una pattinatrice di velocità su ghiaccio russa.

## Palmarès

### Olimpiadi
- 1 medaglia:
  - 1 bronzo (5000 m a Pyeongchang 2018).

### Mondiali distanza singola
- 10 medaglie:
  - 1 oro (5000 m a Salt Lake City 2020);
  - 1 argento (5000 m a Heerenveen 2021);
  - 8 bronzi (inseguimento a squadre a Heerenveen 2015; inseguimento a squadre a Kolomna 2016; inseguimento a squadre a Gangneung 2017; 3000 m, 5000 m e inseguimento a squadre a Inzell 2019; 3000 m a Salt Lake City 2020; inseguimento a squadre a Heerenveen 2021).

### Europei distanza singola
- 4 medaglie:
  - 3 argenti (inseguimento a squadre a Kolomna 2018; 3000 m e inseguimento a squadre a Heerenveen 2020);
  - 1 bronzo (3000 m a Kolomna 2018).

### Coppa del Mondo
- Miglior piazzamento in classifica generale: 10ª nel 2016.
- Miglior piazzamento nella Coppa del Mondo 1500 m: 15ª nel 2016.
- Miglior piazzamento nella Coppa del Mondo 3 000/5000 m: 2ª nel 2016.
- 16 podi (10 individuali, 6 a squadre): 
  - 2 vittorie (tutte individuali);
  - 5 secondi posti (4 individuali, 1 a squadre);
  - 9 terzi posti (4 individuali, 5 a squadre).

#### Coppa del Mondo - vittorie
| Data             | Luogo          | Stato       | Disciplina |
| ---------------- | -------------- | ----------- | ---------- |
| 11 marzo 2016    | Heerenveen     | Paesi Bassi | 3000 m     |
| 10 dicembre 2017 | Salt Lake City | Stati Uniti | 3000 m     |